# Swartland Local Municipality

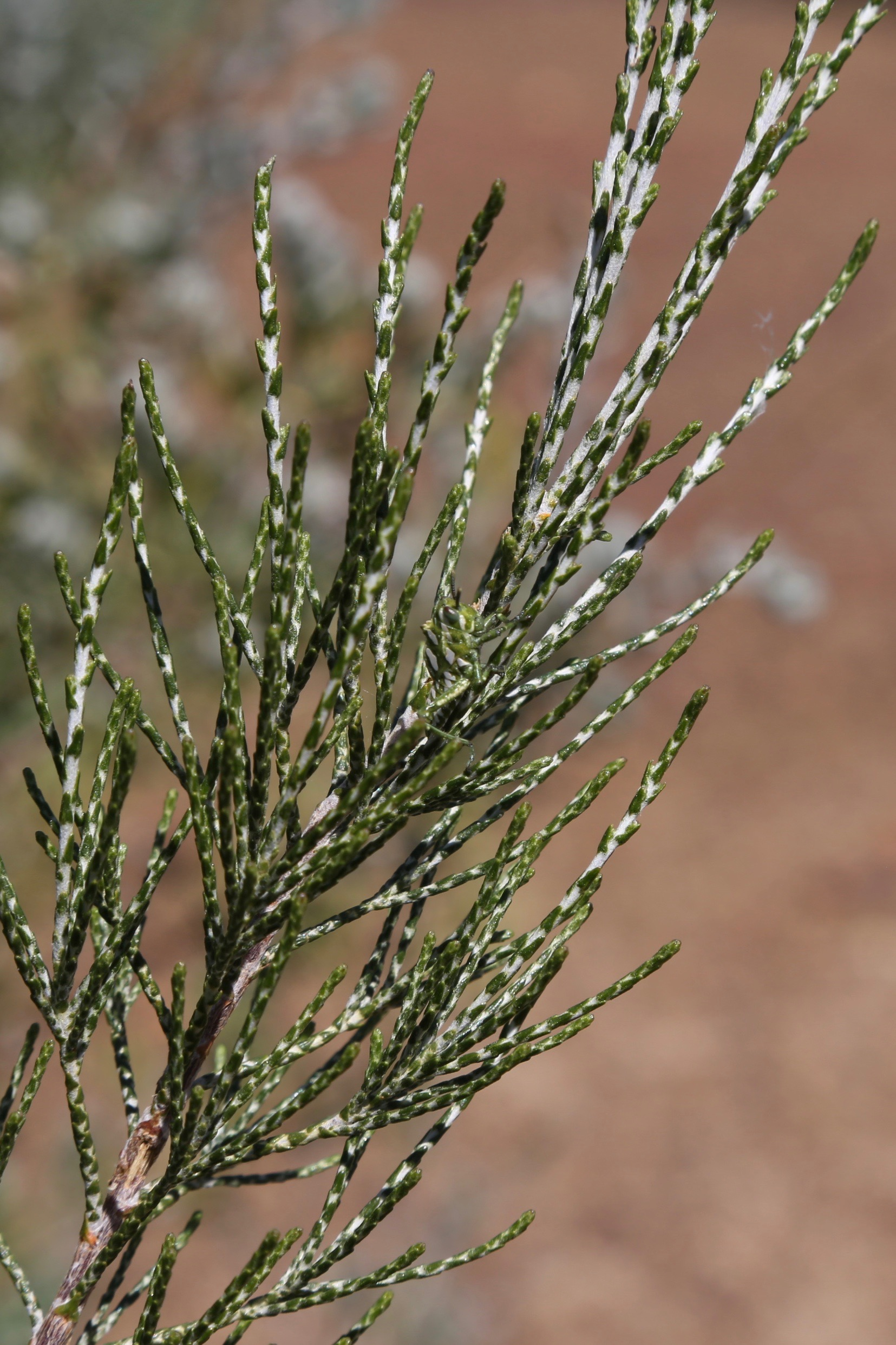
Partielle Färbung des Nashornbuschs (Aufnahme im Cederberg Wilderness Area)

Swartland (englisch Swartland Local Municipality) ist eine Lokalgemeinde im Distrikt West Coast der südafrikanischen Provinz Westkap. Der Sitz der Gemeindeverwaltung befindet sich Malmesbury. Bürgermeister ist Tijmen van Essen.
Swartland ist Afrikaans-Wort für „schwarzes Land“. Jan van Riebeeck, Gouverneur der Kapkolonie, entsandte 1661 seinen Beamten Pieter Cruythoff zu Forschungszwecken ins Landesinnere. Er kam zurück und erklärte ihm, dass die Landschaft schwarz sei. Dieses bezog sich auf die Färbung des Nashornbusches (Elytropappus rhinocerotis) im Sommer und nicht auf den Boden. Das verbreitete Gehölz (renosterbossies und bakkerbossies) ist nach ausgiebigen Regenfällen dann so dunkelgrün, dass es den Eindruck einer Schwarzfärbung ähnelt.

## Geschichte
Im Bushmans Kloof gibt es einen Gedenkstein zur Reise von 1661. Das Tal nannte er zu Ehren des Gouverneurs Riebeek Valley. Für 1683 sind Auseinandersetzungen mit den Khoikhoi in Zonquasdrift nachweisbar. 

## Städte und Orte

Topografie der Lokalgemeinde

Folgende Ortschaften befinden sich in der Lokalgemeinde:
| - Abbotsdale - Bergsig - Chatsworth - Darling - Doornkloof - Esterhof - Ilinge Lethu - Kalbaskraal - Koringberg - Malmesbury | - Moorreesburg - Myrtledene - Nuwedorp - Riebeek Kasteel - Riebeek West - Riverlands - Rosenhof - Steynsburg - Wesbank - Yzerfontein |

## Bevölkerung
Im Jahr 2011 hatte die Lokalgemeinde 113.762 Einwohner in 29.324 Haushalten auf einer Gesamtfläche von 3692 km². Davon waren 64,8 % Coloured, 18,3 % schwarz und 15,6 % weiß. Gesprochen wurde zu 76,2 % Afrikaans, zu 8,2 % isiXhosa, zu 4,3 % Englisch und zu 1,4 % Sesotho.